# フェザーミュージアム
フェザーミュージアムは、岐阜県関市日ノ出町にある博物館。フェザー安全剃刀の企業博物館で、剃刀や精密刃物を専門とする。

## 歴史
2000年（平成12年）5月、「カミソリ文化伝承館・フェザーミュージアム」として開館。古くから刃物生産が盛んな関市に生産拠点を置くフェザー安全剃刀が、刃物に関する歴史や技術、文化を伝承する施設として設立した。マスコットキャラクターは「ヒゲ博士」。
その後、建物の耐震工事およびそれに合わせ展示内容を一新する改装工事のため、2015年（平成27年）3月18日から一時休館。同年5月から建物の新築工事が進められ、2016年（平成28年）3月12日にリニューアルオープンした。記念式典では当館名誉館長・岸田昌久、関市市長・尾関健治らによるテープカットが行われ、集まった約90人が見学を行った。展示物を見学するだけに留まらず、体験という要素を多く加えたことで、より理解が深まるよう工夫されている。また、当初あった「カミソリ文化伝承館」は廃され、岐阜県まちかど美術館・博物館の登録名称は「刃物総合博物館フェザーミュージアム」ととなっている。
周辺は岐阜関刃物会館が入所する地域交流施設「せきてらす」、関鍛冶伝承館、春日神社、濃州関所茶屋とともに「刃物ミュージアム回廊」として整備されている。

## 施設
便宜上、2000年開館の施設を「初代」、2016年改装の施設を「2代目」と呼称する。

### 初代（2000年 - 2015年）

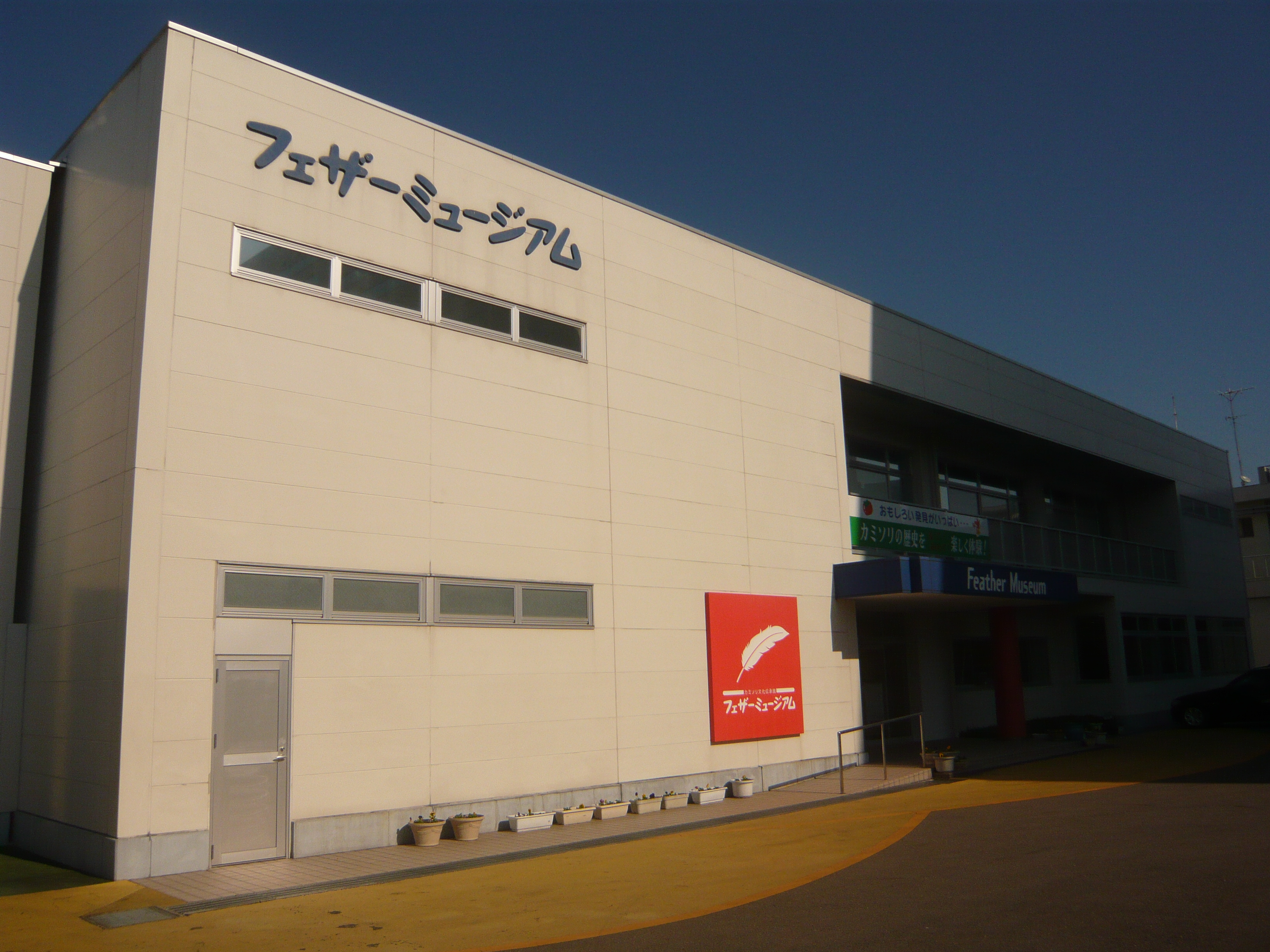
2007年撮影

2000年開館。フェザー安全剃刀が収集、製造した古今東西のカミソリなど約5000点を展示していた。代表的なものに古代エジプトの剃刀（レプリカ）、江戸時代・古伊万里「ひげ皿」があった。
改装に伴う一時休館直前の展示内容は以下のとおり、当時の公式ウェブサイトによる。2階から始まる見学順路であった。
2階
- (1) ヒゲとカミソリの歴史
- (2) フェザーギャラリー
- (3) ヒゲとカミソリの文化
- (4) 床屋の歴史
- (5) カミソリの変遷
- (6) カミソリワールド
- (7) カミソリと生活
- (8) フェザーの歩み
- (9) メディカルコーナー
- (10) ヒゲとカミソリの科学
- (11) カミソリの製造加工
- (12) 茶室「久楽庵」

1階
- (13) 映像ホール
- (14) ヒゲビジョンコーナー
- (15) シェービングコーナー
- (16) からくり展示
- 世界の万華鏡
- 関市観光案内コーナー
- ミュージアムショップ
- レストコーナー

### 2代目（2016年 - ）
2016年改装。鉄骨構造2階建、延床面積は約1400平方メートルである。展示収蔵資料は1万点以上となった。巨大な剃刀のモニュメントは実物比30倍のスケールで製作されている。
以下、公式ウェブサイトによる。
1階
- (1) フェザーヒストリー
- (2) 広報展示
- (3) 受付カウンター
- (4) ミュージアムショップ
- (5) シアター
- (6) カベに映る絵を切ろう！
- (7) 記念撮影コーナー
- (8) エントランスホール
- (9) 3Dトリックアート

2階
- (10) カミソリウォール
- (11) 「切る」の展示映像
- (12) 「切る」のたくさん
- (13) 収蔵展示
- (14) 精密刃物展示
- (15) クイズ！ひげ博士に挑戦！
- (16) 切るのひみつ（原理・原則）

## 利用案内
公式ウェブサイトによる。
- 入館料：無料
- 営業時間：9時30分 - 16時（最終入館時刻）
- 休館日：毎週火曜日（夏期休暇、年末年始、その他臨時休館あり）

## 交通アクセス
公共交通機関
長良川鉄道越美南線・せきてらす前駅（旧・刃物会館前駅）より徒歩5分。
車
東海北陸自動車道・関インターチェンジより自動車で10分間。大型バス2台、普通車10台が駐車可能な駐車場がある。